# مونتو (كوينزلاند)
مونتو /ˈmɒntoʊ/  هي مدينة ريفية ومحلية في منطقة شمال بورنيت في كوينزلاند بأستراليا. بلغ عدد سكانها 1156 نسمة حسب تعداد 2021.